# Miramont-de-Comminges
Miramont-de-Comminges (okzitanisch Miramont de Commenge) ist eine französische Gemeinde mit 743 Einwohnern (Stand: 1. Januar 2022) im Département Haute-Garonne in der Region Okzitanien; sie ist Teil des Arrondissements Saint-Gaudens und des Kantons Saint-Gaudens. Die Einwohner werden Miramontais genannt.

## Geografie
Miramont-de-Comminges liegt in der historischen Provinz Comminges am Fuß der Pyrenäen und am Ufer der Garonne, etwa 80 Kilometer südwestlich von Toulouse. Umgeben wird Miramont-de-Comminges von den Nachbargemeinden Saint-Gaudens im Norden und Westen, Estancarbon im Norden und Nordosten, Pointis-Inard im Osten und Südosten, Encausse-les-Thermes im Süden sowie Aspret-Sarrat im Südwesten.

## Bevölkerung
| Jahr      | 1962  | 1968  | 1975  | 1982  | 1990 | 1999 | 2006 | 2013 |
| --------- | ----- | ----- | ----- | ----- | ---- | ---- | ---- | ---- |
| Einwohner | 1.029 | 1.093 | 1.123 | 1.008 | 922  | 784  | 851  | 778  |

## Sehenswürdigkeiten
Siehe auch: Liste der Monuments historiques in Miramont-de-Comminges
- Kirche Saint-Martin
- Kapelle Saint-Roch aus dem 17. Jahrhundert

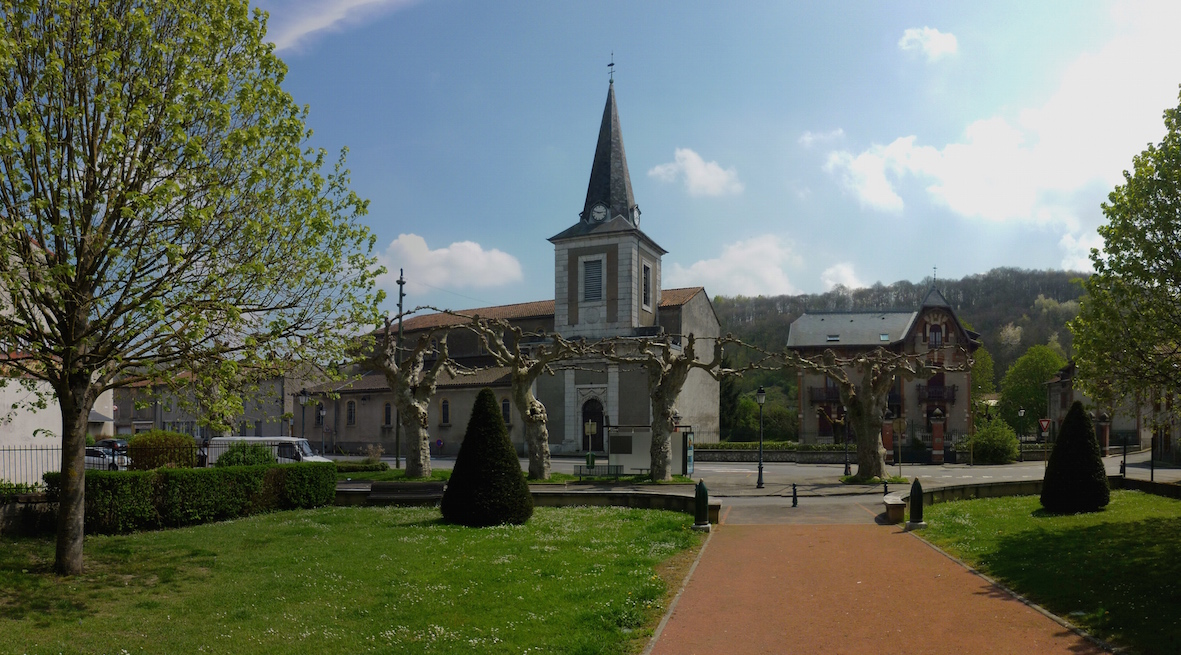
Kirche Saint-Martin

- Kapelle von Le Bédiau